# Бронепалубные крейсера типа «Монтгомери»
Бронепалубные крейсера типа «Монтгомери» — тип крейсеров американского флота. Построены по программе 1888 года в количестве трёх единиц: «Монтгомери» (англ. USS Montgomery (C-9)), «Детройт» (англ. USS Detroit (C-10))), и «Марблхэд» (англ. USS Marblehead (C-11)). Являлись промежуточным типом между крейсерами и канонерскими лодками.

## Конструкция

### Вооружение
Основную огневую мощь крейсеров обеспечивали 127-мм орудия Mark 3 с длиной ствола 40 калибров. Одинарная установка весила 6440 кг, масса снаряда — 22,7 кг. При начальной скорости снаряда 701 м/с, обеспечивалась дальнобойность 14 630 м. Техническая скорострельность составляла 12 выстрелов в минуту, боекомплект — 100 снарядов на орудие. Крейсера несли по 10 таких орудий, два из которых располагались в корме, остальные по бортам, в спонсонах.
Прочая артиллерия была представлена маломощными орудиями калибров 57-мм и 37-мм. Последние могли выпускать до 25 снарядов в минуту.

## Служба

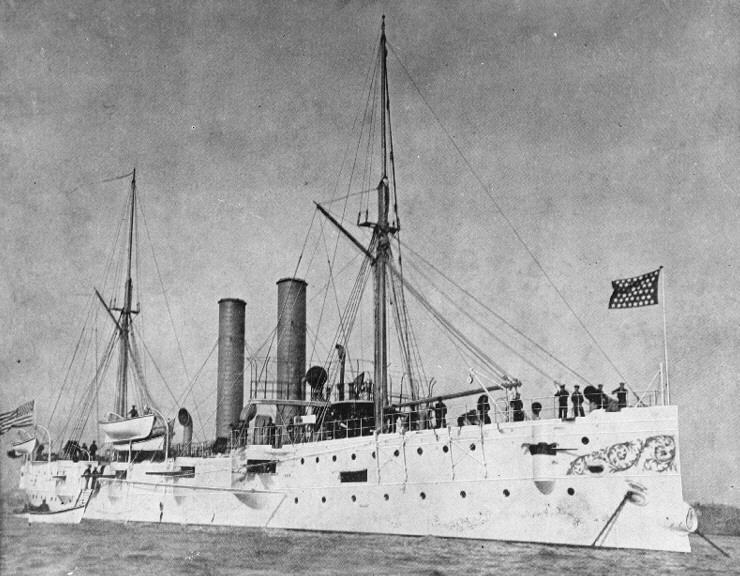
Крейсер «Детройт»

- «Монтгомери» — заложен в феврале 1890 года на верфи Columbian Iron Works в Балтиморе, спущен на воду 10 ноября 1892 года, вошёл в строй 16 июня 1894 года. Списан 20 апреля 1919 года, 4 августа 1921 года продан на слом.

- «Детройт» — заложен в феврале 1890 года на верфи Columbian Iron Works в Балтиморе, спущен на воду 31 марта 1892 года, вошёл в строй 17 апреля 1894 года. Списан 21 апреля 1919 года, 5 августа 1921 года продан на слом.

- «Марблхэд» — заложен в октябре 1890 года на верфи City Point Works в Бостоне, спущен на воду 31 марта 1892 года, вошёл в строй 17 апреля 1894 года. Списан 21 апреля 1919 года, 5 августа 1921 года продан на слом[1].

## Оценка проекта
Крейсера типа «Монтгомери» были скорее увеличенными канонерскими лодками. В ВМС США их прозвали «мирными крейсерами». Они были способны демонстрировать флаг, могли действовать на мелководье, но совершенно не отвечали требованиях настоящей войны.